# Norton (Massachusetts)
Norton és una població dels Estats Units a l'estat de Massachusetts. Segons el cens del 2000 tenia 18.036 habitants.

## Demografia
Segons el cens del 2000, Norton tenia 18.036 habitants, 5.872 habitatges, i 4.474 famílies. La densitat de població era de 242,6 habitants/km².
Dels 5.872 habitatges en un 42,3% hi vivien nens de menys de 18 anys, en un 61,8% hi vivien parelles casades, en un 10,8% dones solteres, i en un 23,8% no eren unitats familiars. En el 19,3% dels habitatges hi vivien persones soles el 6,9% de les quals corresponia a persones de 65 anys o més que vivien soles. El nombre mitjà de persones vivint en cada habitatge era de 2,79 i el nombre mitjà de persones que vivien en cada família era de 3,22.
Per edats la població es repartia de la següent manera: un 27% tenia menys de 18 anys, un 12,6% entre 18 i 24, un 32,2% entre 25 i 44, un 20,5% de 45 a 60 i un 7,8% 65 anys o més.
L'edat mediana era de 33 anys. Per cada 100 dones de 18 o més anys hi havia 86,1 homes.
La renda mediana per habitatge era de 64.818 $ i la renda mediana per família de 71.848$. Els homes tenien una renda mediana de 51.133 $ mentre que les dones 33.149$. La renda per capita de la població era de 23.876$. Entorn del 2,2% de les famílies i el 4% de la població estaven per davall del llindar de pobresa.